# Franco De Rosa
Franco De Rosa (Viareggio, 16 luglio 1944) è un attore italiano.

## Filmografia parziale

### Cinema
- Dimensione della paura (Return from the Ashes), regia di J. Lee Thompson (1965)
- Johnny Oro, regia di Sergio Corbucci (1966)
- Yankee, regia di Tinto Brass (1966)
- L'arcidiavolo, regia di Ettore Scola (1966)
- Arrivederci, Baby!, regia di Ken Hughes (1966)
- Il cobra, regia di Mario Sequi (1967)
- L'uomo del colpo perfetto, regia di Aldo Florio (1967)
- Nude... si muore, regia di Antonio Margheriti (1968)
- Uno straniero a Paso Bravo, regia di Salvatore Rosso (1968)
- La battaglia del Sinai, regia di Maurizio Lucidi (1969)
- Doppia immagine nello spazio (Doppelganger, Journey to the Far Side of the Sun), regia di Robert Parrish (1969)
- Sartana nella valle degli avvoltoi, regia di Roberto Mauri (1970)
- Holiday on the buses, regia di Bryan Izzard (1973)
- Toccarlo... porta fortuna (That Lucky Touch), regia di Christopher Miles (1975)
- Il colpaccio, regia di Bruno Paolinelli (1976)
- Sfida sul fondo, regia di Melchiade Coletti (1976)
- The Stud - Lo stallone, regia di Quentin Masters (1978)
- Gli amori di Richard (Richard's Things), regia di Anthony Harvey (1980)

### Televisione
- Paul Temple – serie TV, episodio 4x03 (1971)
- Dixon of Dock Green – serie TV, episodio 18x09 (1972)
- Jason King – serie TV, episodio 1x23 (1972)
- L'avventuriero (The Adventurer) – serie TV, episodio 1x05 (1972)
- Play of the Month – serie TV, episodio 8x07 (1973)

## Doppiatori italiani
- Stefano Satta Flores in Johnny Oro
- Cesare Barbetti in L'uomo del colpo perfetto
- Adalberto Maria Merli in Nude... si muore
- Rino Bolognesi in Sartana nella valle degli avvoltoi